# Port-de-Lanne
Port-de-Lanne is een gemeente in het Franse departement Landes (regio Nouvelle-Aquitaine). De plaats maakt deel uit van het arrondissement Dax. Port-de-Lanne telde op 1 januari 2022 1.228 inwoners.

## Geografie
De oppervlakte van Port-de-Lanne bedroeg op 1 januari 2022 12,68 vierkante kilometer; de bevolkingsdichtheid was toen 96,8 inwoners per km².

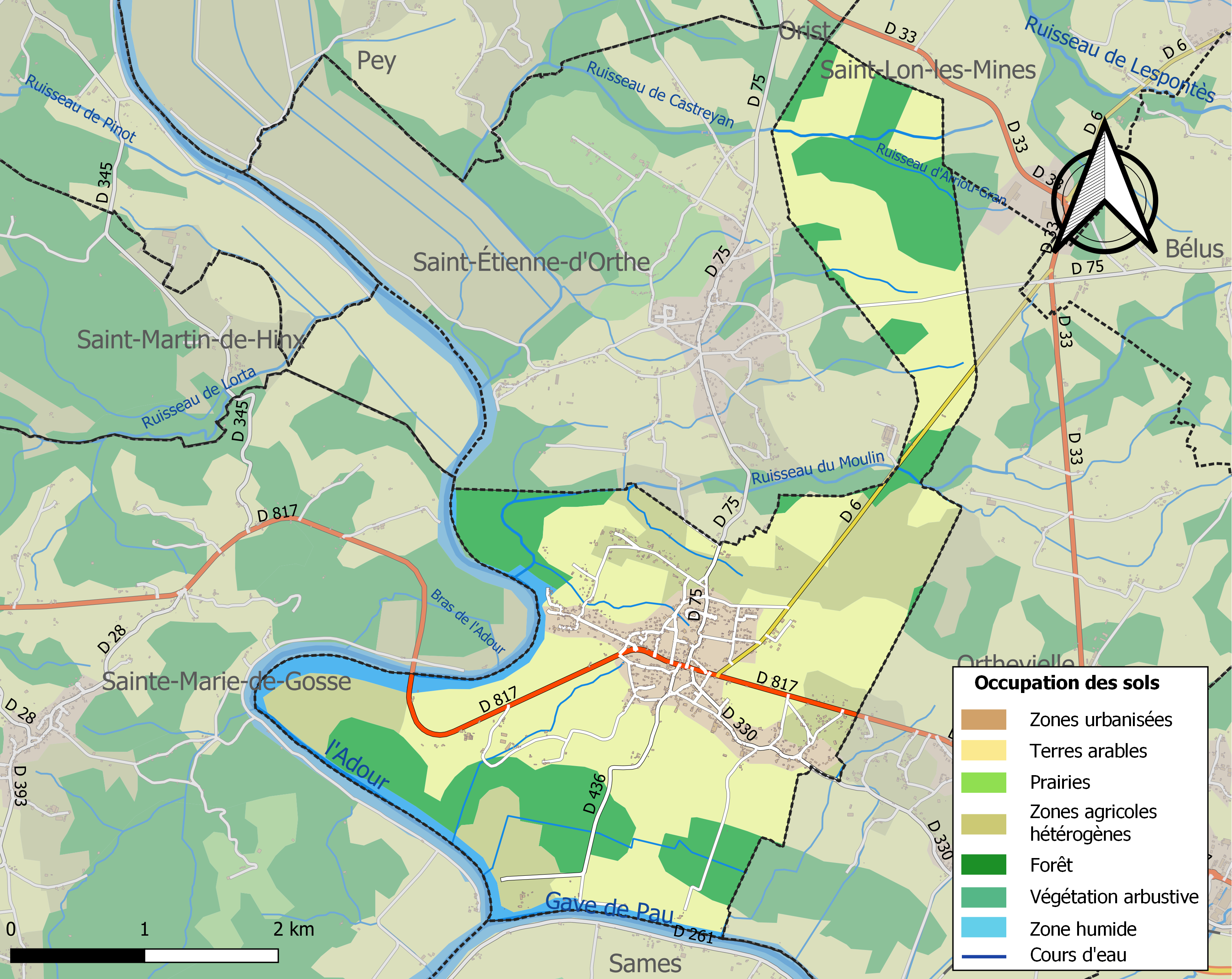
Kaart van de gemeente met de belangrijkste infrastructuur, bodemgebruik en omliggende gemeenten

## Demografie
Onderstaande figuur toont het verloop van het inwonertal (bron: INSEE-tellingen).